# Jahreserstlinge
Jahreserstlinge, auch Erstlinge, Erstlingsgaben (sumerisch nesag, akkadisch Nisannu, hebräisch bikkurim) bezeichnete in Mesopotamien die Ersternte. Im Alten Testament wurde der Ausdruck zusätzlich in Verbindung mit dem Viehopfer (Erstgeburt) gebraucht.

## Mesopotamien

### Umma
In Umma wurde das Fest der Jahreserstlinge im vierten Monat als Nesag-Fest dem Stadtgott Schara zu Ehren im August gefeiert. Es hatte damit den Charakter eines Erntedank-Festes und zeigte zugleich den Beginn des nächsten Landwirtschaftszyklus an. In weiterer Funktion diente das Nesag-Fest in Umma als Teilung des Jahres in zwei Abschnitte: Erster bis vierter Monat und fünfter bis zwölfter Monat.

### Ur-III-Zeit
In der Ur-III-Zeit am Ende des 3. Jahrtausends v. Chr. galt das sumerische Akiti-Fest mit Beginn des neuen Jahres als Erstlingsgaben-Fest (Nesag-Fest), das im ersten Monat gefeiert wurde. Ähnlich wie in Umma stellte es den Abschluss der ersten Ernte dar. Es konnte sowohl im August als auch im Frühjahr nach erfolgter Getreideernte gefeiert werden.

### Altbabylonische Zeit
In der altbabylonischen Zeit lebte der Name Nesag in der akkadischen Monatsbezeichnung Nisannu fort und wurde entsprechend bei der Akitu-Prozession zu Jahresanfang gefeiert. Zusätzlich wurde der Brauch des Nisannu-Brotes eingeführt. Hierzu wurden die erstgebackenen Brote ähnlich den Schaubroten als Dankopfer dargebracht.

## Altes Testament
In der Überlieferung des Alten Testaments ist nur das Bikkurim-Fest (Erstlingsgarbe) bekannt. Damit war der vollendete Schnitt des Getreides zu Schawuot, einem Wallfahrtsfest im Mai/Juni gemeint.